# Johnnie Parsons
Johnnie Woodrow Parsons (Los Ángeles, California, Estados Unidos, 4 de julio de 1918-Van Nuys, California, 8 de septiembre de 1984) fue un piloto de automovilismo estadounidense que logró 11 victorias y 20 podios en el Campeonato Nacional de la AAA, y resultó campeón en 1949, tercero en 1950 y sexto en 1951. Fue ganador de las 500 Millas de Indianápolis de 1950, segundo en 1949 y cuarto en 1956.
Poco después de morir en 1984, Parsons fue admitido en el Salón de la Fama de los Midgets. En 2004 entró a formar parte del Salón de la Fama del Deporte Motor de Estados Unidos. Su hijo Johnny Parsons también fue piloto de Fórmula Indy.

## Carrera deportiva
Parsons compitió en midgets en las décadas de 1940 y 1950, logrando la victoria en el Turkey Night Grand Prix de 1955.
Con 19 años de edad, intentó clasificarse para las 500 Millas de Indianápolis de 1948 sin éxito. Ese año disputó otras cinco carreras del Campeonato Nacional de la AAA (Asociación Estadounidense del Automóvil), logrando la victoria en DuQuoin 2 y el segundo puesto en Springfield 1 y las 200 Millas de Milwaukee. Así, terminó 11º en la tabla general de posiciones.
En las 500 Millas de Indianápolis de 1949, terminó segundo a tres minutos de Bill Holland, sin llegar a liderar una sola vuelta. En tanto, venció en Arlington, las 200 Millas de Milwaukee, Syracuse, Springfield 2 y Langhorne, y fue tercero en Springfield 1. Por lo cual, fue campeón de la AAA por delaante de Myron Fohr y Holland.
En 1950, Parsons se clasificó quinto en las 500 Millas de Indianápolis, lideró 115 vueltas de 138 disputadas y ganó ante Holland, Mauri Rose, Cecil Green y Joie Chitwood. Su nombre fue escrito incorrectamente en el trofeo BorgWarner, donde dice "Johnny Parsons". Luego, no se clasificó para seis carreras de la AAA y abandonó en otras tres. En cambio, ganó en Darlington, llegó tercero en Phoenix, y relevó a Duke Dinsmore durante 35 vueltas de 100 en Langhorne para compartir el cuarto puesto. Así, alcanzó la tercera plaza final, por detrás de Henry Banks y Walt Faulkner.
Parsons abandonó en las 500 Millas de Indianápolis de 1951 y otras cuarto carreras de la AAA, y no se clasificó en tres más. En tanto, ganó en Phoenix y Bay Meadows, y llegó segundo en el Ted Horn Memorial de DuQuoin y tercero en las 200 Millas de Milwaukee. Eso le significó quedar sexto en el campeonato.
Parsons llegó décimo en las 500 Millas de Indianápolis de 1952, triunfó en Phoenix, abandonó dos carreras y no se clasificó en otras dos. Por tanto, quedó 18º en el campeonato de la AAA. A su vez, obtuvo el sexto puesto en la Indianapolis Sweepstakes, una carrera no puntuable celebrada en Williams Grove.
En 1953, obtuvo dos terceros puestos en el Ted Horn Memorial de DuQuoin y la Hoosier Hundred, y cuarto puesto en Springfield 2, y un segundo puesto en la Indianapolis Sweepstakes de Williams Grove. Con seis abandonos, se ubicó 13º en el campeonato. El piloto disputó varias carreras en 1954 y 1955, sin lograr estar entre los cinco primeros y con frecuencia sin lograr clasificarse.
En el nuevo Campeonato Nacional del USAC de 1956, Parsons llegó cuarto en las 500 Millas de Indianápolis, por detrás de Pat Flaherty, Sam Hanks y Don Freeland, con 16 vueltas lideradas. En 1957 disputó la Carrera de los Dos Mundos en el circuito italiano de Monza, donde obtuvo dos terceros puestos y un sexto en las tres mangas. Tuvo otras participaciones en el Campeonato USAC hasta 1959, tras lo cual se retiró.

## Resultados

### Fórmula 1
(Clave) (negrita indica pole position) (cursiva indica vuelta rápida)
| Año  | Escudería                         | 1   | 2       | 3       | 4      | 5   | 6   | 7   | 8   | 9   | 10  | 11  | Pos. | Puntos |
| ---- | --------------------------------- | --- | ------- | ------- | ------ | --- | --- | --- | --- | --- | --- | --- | ---- | ------ |
| 1950 | Wynn's Friction / Kurtis-Kraft    | GBR | MON     | 500 1   | SUI    | BEL | FRA | ITA |     |     |     |     | 6º   | 9      |
| 1951 | Wynn's Friction Proofing / Walsh  | SUI | USA Ret | BEL     | FRA    | GBR | GER | ITA | ESP |     |     |     | NC   | 0      |
| 1952 | Jim Robbins                       | SUI | 500 10  | BEL     | FRA    | GBR | GER | NED | ITA |     |     |     | NC   | 0      |
| 1953 | Belond Equa-Flow                  | ARG | 500 Ret | NED     | BEL    | FRA | GBR | GER | SUI | ITA |     |     | NC   | 0      |
| 1954 | Belond Equa-Flow / Calif. Muffler | ARG | 500 Ret | BEL     | FRA    | GBR | GER | SUI | ITA | ESP |     |     | NC   | 0      |
| 1955 | Trio Brass Foundry / Anderson     | ARG | MON     | 500 Ret | BEL    | NED | GBR | ITA |     |     |     |     | NC   | 0      |
| 1956 | J.C. Agajanian                    | ARG | MON     | 500 4   | BEL    | FRA | GBR | GER | ITA |     |     |     | 18º  | 3      |
| 1957 | Sumar/Chapman Root                | ARG | MON     | 500 16  | FRA    | GBR | GER | PES | ITA |     |     |     | NC   | 0      |
| 1958 | Fred Gerhardt                     | ARG | MON     | NED     | 500 12 | BEL | FRA | GBR | GER | POR | ITA | MAR | NC   | 0      |